# 伊藤蘭林
伊藤 蘭林（いとう らんりん、1815年10月30日〈文化12年9月28日〉 - 1895年〈明治28年〉3月14日）は、幕末から明治にかけての儒学者。名は徳裕。字は益卿。 

## 人物
高知藩家老深尾家の家臣、伊藤徳正の子として上郷に生まれる。広井遊冥（ゆうめい）に師事。
学問に優れて天文・暦算に通じ、書・武術にもすぐれた。専門は漢文・詩文・和歌・算術・測量・茶道・挿花・剣術・槍術・弓術・馬術など多岐にわたった。あらゆる分野に精通したことから「万能の学者」とも評された。
家塾でおしえ、深尾氏につかえて明治のはじめに自らも学んだ名教館教授（名教館は深尾家の家塾）。田中光顕はじめ、佐川郷内から輩出した志士は皆蘭林の門下である。また、植物学者の牧野富太郎も蘭林の塾で漢学を学んだ。1,000人を超えたと言われる教え子の中には、田中や牧野の他にも土木工学者の広井勇がいる。
維新後、名教館が廃止されてからも終生自宅で家塾を開いて郷党の子弟を教導した。
著作に『蘭林詩抄』など。蘭林の寺子屋は復元され、佐川郵便局の背後に建つ。